# Marseille au haut Moyen Âge
Marseille, au haut Moyen Âge, connaît d'abord un essor commercial et spirituel important, avant de décliner à partir de la conquête de la ville par Charles Martel à la fin du VIIIe siècle.
La période ici étudiée s'étend de la création de l'abbaye Saint-Victor en 416 à l'apparition du premier vicomte de Marseille en 977.
Marseille connaît un essor commercial du Ve au VIIe siècle. Héritière de la ville romaine, elle entretient des rapports étroits avec le Levant et notamment Byzance. La cité phocéenne jouit par ailleurs d'une relative sécurité pendant les occupations barbares, et l'importance de son port en font un enjeu politique et une porte d'entrée de la Gaule jusqu'aux Mérovingiens.
Le début du VIIIe siècle et l'arrivée au pouvoir des Carolingiens marque un profond déclin. Plusieurs fois victime de pillage et écartée des choix politiques, la ville se replie sur elle-même jusqu'à la fin du Xe siècle et l'émergence de la dynastie des vicomtes de Marseille.

## Un centre religieux et de commerce (Ve-VIe)

### Âge d'or du spiritualisme chrétien
Marseille a sans doute été, au début du christianisme, une « église mère » pour les cités avoisinante, y compris Arles, et dont l'influence sur une partie de la Provence est comparable à l'église de Lyon sur d'autres régions de la Gaule au même moment.

#### Christianisation de Marseille et structuration de l'Église (IIIeetIVesiècles)
D'après Grégoire de Tours, les débuts de la mission chrétienne en Gaule remontent au milieu du IIIe siècle. Les travaux les plus récents des historiens confirment cette présence active des premiers chrétiens à partir du IVe siècle à Marseille, et placent les récits de la venue de Marie Madeleine, de Lazare ou des martyrs des Ier et IIe siècles au rang des légendes,.
À l'époque grecque puis romaine, sur la rive sud du Vieux-Port, s'est établi un lieu de sépultures s'étendant sur une zone assez vaste et qui devient le troisième lieu de sépultures de la ville. Sur cette vaste nécropole est établie une fondation paléochrétienne qui aurait pu recevoir les corps de martyrs et le nom de la rue Sainte conserve d'ailleurs le souvenir de cette implantation. 

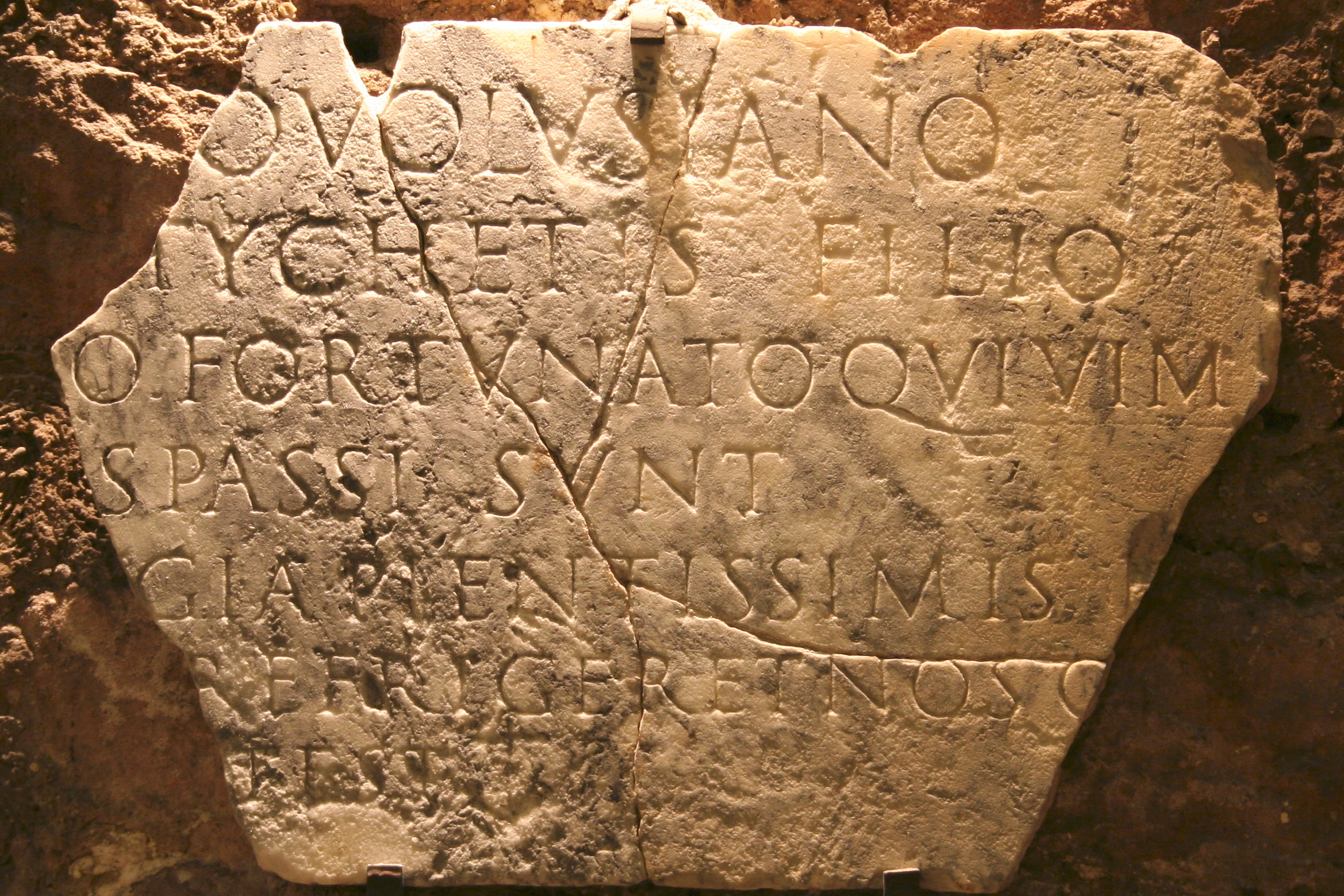
L'épitaphe de Volusianus et Fortunatus, dans les cryptes de l'Abbaye Saint-Victor de Marseille.

L'Église marseillaise se structure au tout début du IVe siècle, comme en témoigne la présence d'un évêque de Marseille, Oresius, au Concile d'Arles en mars 314. Premier évêque mentionné dans la ville, nous ne connaissons ni ses prédécesseurs ni ses successeurs immédiats. On sait seulement qu'il assiste au grand concile convoqué par l'empereur Constantin pour examiner la cause des donatistes.
Les vestiges d'un important baptistère datant du Ve siècle sur le site de la cathédrale Sainte-Marie-Majeure de Marseille, retrouvés lors des fouilles effectuées au XIXe siècle et décrites par François Roustan en 1905, attestent de la présence d'une communauté chrétienne significative dans la ville.

#### Le martyre de Saint Victor (303)
Ce personnage, aussi notable que mal connu, serait un officier chrétien mis à mort vers 290 sur ordre de l'empereur Maximien. Certains repoussent la date de son martyre au 21 juillet 303 ou 304.
Le dépôt lapidaire dans la crypte de l'abbaye Saint-Victor contient une plaque de marbre retrouvée en 1839 sur laquelle figure une inscription renommée. Incomplète sur ses deux bords, celle-ci fait l’objet d'une controverse depuis de nombreuses années, car elle peut, selon l'interprétation qu'on lui donne, démontrer l'ancienneté du martyrologe marseillais. Il aurait aussi pu être enterré dans le cimetière paléochrétien de la vie sud. 

#### Fondation de l'abbaye Saint-Victor (416)

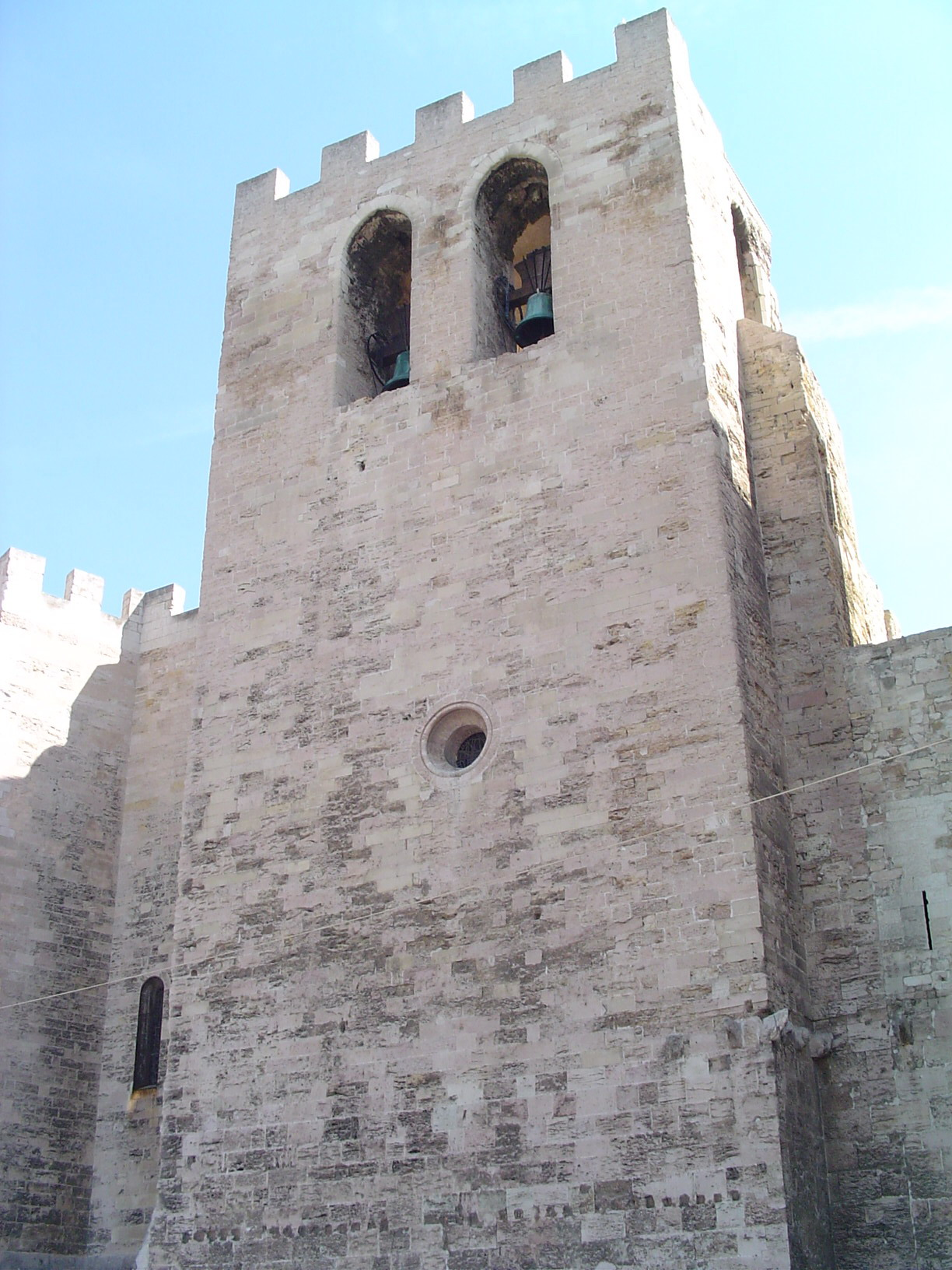
Monastère de Saint-Victor, fondé en 416 par Jean Cassien.

L'un des premiers évêques, Proculus (380-430), construit au Ve siècle un bâtiment constitué par l'actuelle chapelle Notre-Dame de la Confession et l'Atrium ; et qui sera transformé au XIe siècle en crypte à l'édification de l’église abbatiale. Proculus veut ainsi affirmer le rôle prééminent de Marseille face à Arles, pourtant principale place religieuse de la province Viennoise, au sein du duché de Bourgogne. Cette rivalité religieuse et politique entre Marseille et Arles va marquer l'histoire de Saint-Victor jusqu'à l'intégration de la Provence dans le royaume de France au XVe siècle, à la mort du roi René.
Selon la tradition, le monastère de Saint-Victor est fondé par Jean Cassien en 416. Après un long séjour auprès des moines anachorètes d'Égypte, ce grec pontique de Mésie débarque à Marseille, amené par Lazare, évêque d'Aix qu'il aurait rencontré l'année précédente en Palestine au concile de Diospolis.
Cassien reste à Marseille jusqu'à sa mort entre 433 et 435, où il rassemble des disciples et écrit d'importants ouvrages qui servent de règle de vie et de base de réflexion à ceux qu'attire le monachisme, comme les Instructions cénobitiques ou les Conférences des pères. Ses œuvres connaissent un tel retentissement qu'elles sont recommandées par saint Benoît à ses disciples.
Il aurait fondé à Marseille deux monastères : un pour les femmes, l’abbaye Saint-Sauveur qui se situait au sud de la place de Lenche, l'autre pour les hommes au sud du Vieux-Port, l’abbaye Saint-Victor.

#### Marseille, haut lieu spirituel et intellectuel

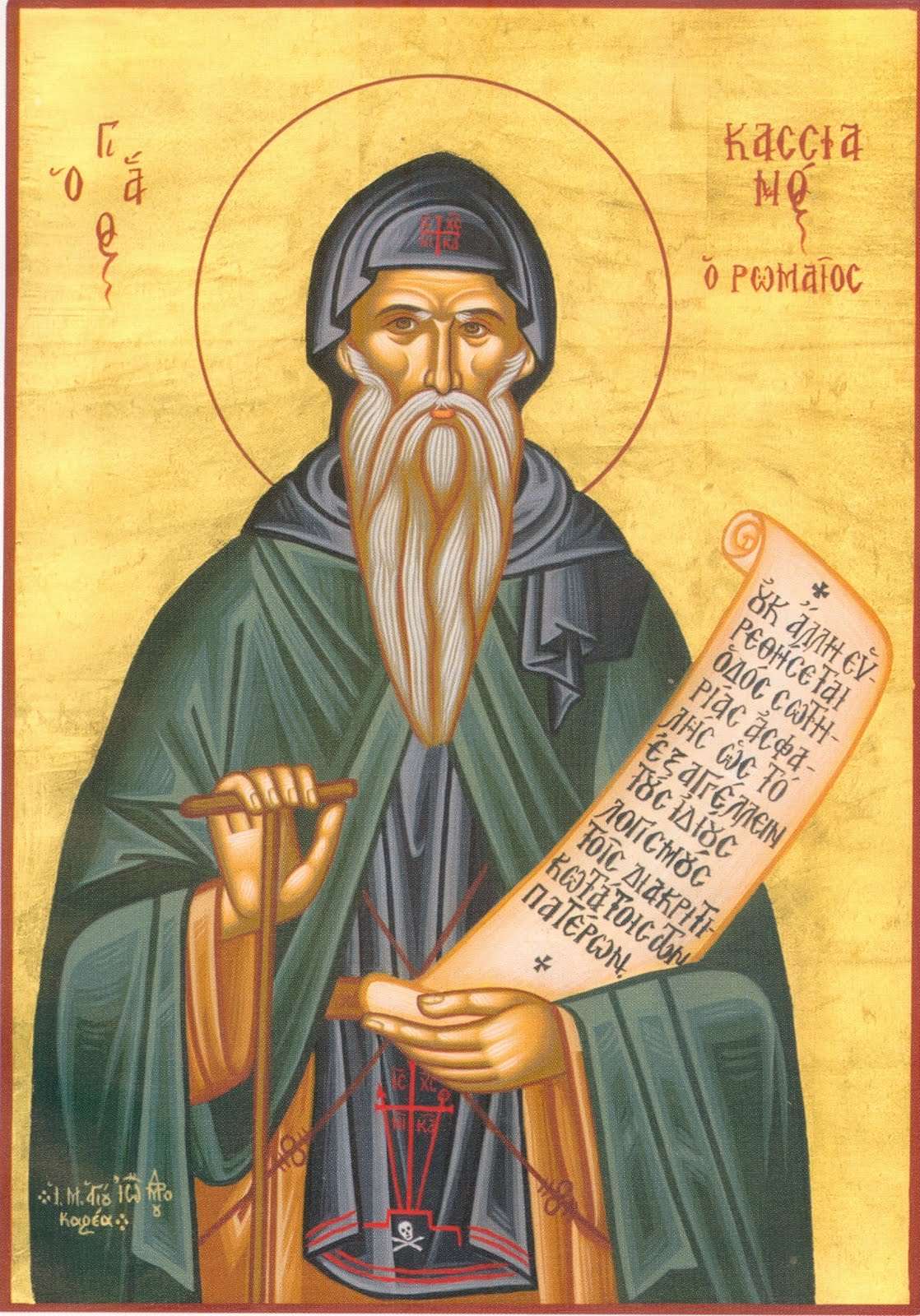
Jean Cassien

La visibilité de ces monastères en ont rapidement fait des lieux de formation importants et prestigieux, contribuant à la renommée de la vie spirituelle de Marseille au Ve siècle. Les positions doctrinales développées par ces penseurs marseillais, le semi-pélagianisme, ont contribué à créer une véritable école des « prêtres de Marseille » et susciter de nombreux débats théologiques.
La richesse spirituelle de la ville se traduit par l'émergence d'autres penseurs chrétiens comme Salvien de Marseille, prêtre théologien et « maître des évêques » selon Grennade. Ce dernier est par ailleurs l'auteur d'une précieuse biographie relatant la vie de nombreux chrétiens. Marseille est alors un centre religieux qui attire aussi les nobles d'autres régions de Gaule en quête d'ascétisme, comme Prosper d'Aquitaine ou Paulin de Pella.
En 533, la ville accueille le Concile de Marseille, convoqué par Césaire d’Arles à des fins disciplinaires contre Contumeliosus, l'évêque de Riez accusé de mœurs dépravées et d'avoir détourné des biens d'Église.

### Occupation barbare et rattachement au royaume franc
À partir de la fin du Ve siècle, Marseille est un des théâtres des « invasions barbares » qui secouent l'ensemble de l'Empire romain d'Occident. Même si les mouvements de populations durant cette période ont été qualifiés d'« invasions », il ne s'agit pas d'expéditions militaires mais plutôt de migrations de peuples entiers qui vont se métisser avec les gallo-romains.
Les occupations ostrogoths, puis franques, sont loin de présenter une rupture civilisationnelle pour Marseille qui conserve une grande partie de son héritage romain jusqu'au VIIe siècle.

#### Lapax ostrogothica

Conquête de Marseille de la Provence par les Ostrogoths.

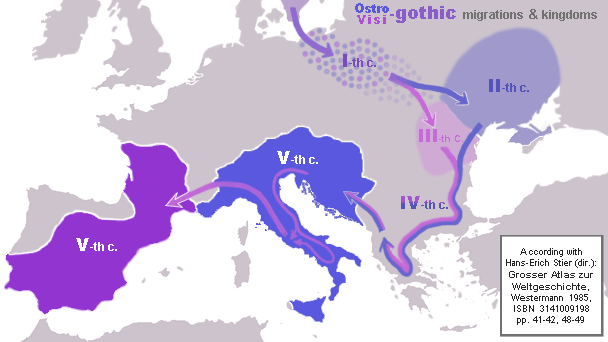
Royaumes wisigoth et ostrogoth au début du VIe siècle.

Marseille passe successivement sous la domination de plusieurs seigneurs « barbares » en quelques décennies. Le roi des Wisigoths Euric conquiert la ville en 476, puis c'est Gondebaud, roi des Burgondes, qui s'en empare en 486.
En 508, le roi ostrogoth Théodoric le Grand profite de la nouvelle conjoncture politique qui se dessine en Gaule après la bataille de Vouillé qui affaiblit les Wisigoths, pour s’emparer de la Provence et protéger l’Italie de la poussée franque. Le royaume ostrogoth comprend alors la Gaule du Sud et l’Italie : la Provence constitue un verrou pour le contrôle de ce vaste espace. Un comes civitatis est aussitôt désigné à Marseille. Théodoric y envoie Marabadus, mentionné d'abord comme comte puis comme vir illustris, rang prestigieux dans la hiérarchie romaine du Bas Empire. Si cette fonction semble avoir disparu au moment du rétablissement de la préfecture des Gaules, Marseille continue à jouir de nombreux privilèges puisqu'elle se voit confirmer en 510 des d'exemptions d'impôt envers les Ostrogoths, chose normalement réservée aux villes ravagées par les armées.

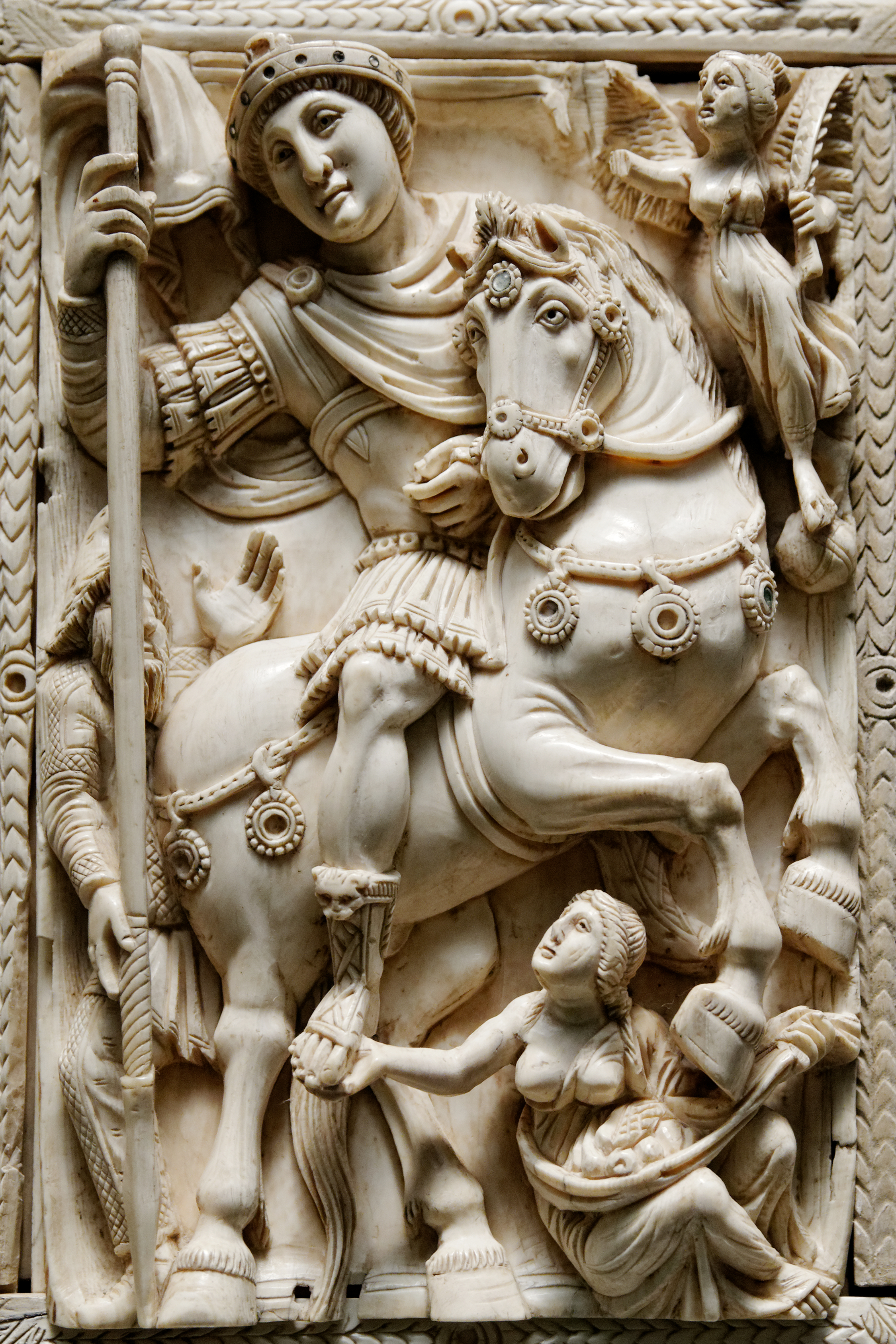
L'empereur Justinien triomphant des Ostrogoths, probablement vers 540-550. Musée du Louvre.

Plusieurs hypothèses s'affrontent pour expliquer ce comportement particulier envers Marseille. Jean-Louis Jouanaud estime que la ville a pu accueillir une opération maritime de débarquement des troupes pendant l'expédition ostrogothe à travers les Alpes. Si les chroniqueurs de l'époque n'en font pas mention, sa théorie selon laquelle Marseille ait pu mettre ses greniers publics à la disposition de Théodoric semble probable, et des mentions par Cassiodore d'envois de navires transportant des vivres depuis l'Italie vont dans ce sens. Mais surtout, l'importance de Marseille dans le commerce méditerranéen et sa prospérité économique aux Ve et VIe siècles en font une place stratégique pour tous les seigneurs barbares qui la gouvernent. Cette Pax ostrogothica dure jusqu'en 536, date à laquelle la Provence passe aux mains des rois Francs mérovingiens.

#### Rattachement au royaume des Francs
Menacés à l'est par les aspirations de reconquête de l'empereur Justinien, les Ostrogoths finissent par céder la Provence aux Francs contre 2 000 livres en 536. Il aurait été risqué pour eux de devoir combattre sur deux fronts en même temps. Justinien, qui veut faire des Francs ses alliés, reconnaît la possession de la Provence par le roi franque Thibert Ier. Après avoir soumis les Burgondes l'année suivante, celui-ci est alors à la tête d'un vaste royaume allant jusqu'aux rives méditerranéennes.
Il est difficile de comprendre comment a été gouvernée Marseille à l'arrivée des rois francs. Si Parthénius semble avoir acquis une position importante en Provence au sein des royaumes ostrogoths et francs, et si des patrices (patricius) de Provence sont mentionnés, comme Namatius ou Placidus, aucun d'entre eux n’est signalé comme attaché de manière spécifique à Marseille. Aussi, le titre de « patrice » n’est pas celui du gouverneur (rector) mais plutôt une distinction « romaine » qui rattache la Provence à son passé proche. On observe plutôt le maintien au pouvoir d'une puissante aristocratie gallo-romaine qui tient le gouvernement provençal, autre héritage du Bas Empire.

#### L'enjeu marseillais

Le royaume des Francs et le « couloir austrasien » en 567.

À la mort de Clotaire Ier en 561, le royaume est divisé entre ses fils et deux d'entre eux se partagent la Provence : Sigebert gouverne le royaume de Reims (l'Austrasie, en bleu sur la carte), tandis que Gontran règne sur le royaume d'Orléans (en vert). En raison de l'importance de l'ouverture méditerranéenne, Sigebert obtient un « couloir austrasien » reliant l'Auvergne à Marseille. Cette dernière est elle-même divisée entre les deux rois et devient un enjeu politique et diplomatique d'importance.
Il est probable que Marseille, de par sa position, ait aussi représenté un enjeu pour le projet de conquête de l’Italie entrepris par Thibert (v.552 † 573), le fils du roi Chilpéric Ier. De nombreux notables et lettrés chrétiens viennent également s'y installer, sans doute grâce à l'influence politique franque et au milieu monastique florissant autour de Saint-Victor.

### Une cité florissante

#### Un fort héritage romain

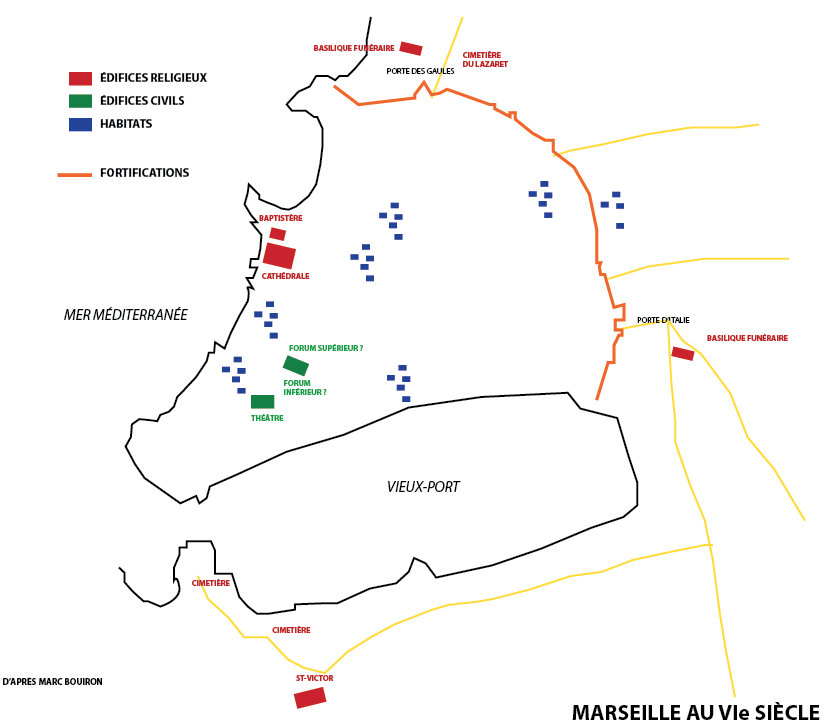
Marseille au VIe siècle. Selon Marc Bouiron.

Si la Provence est rattachée à la civilisation des Francs en 536, Marseille conserve l'héritage du Bas-Empire romain. La ville est au VIe siècle le successeur de la cité romaine de l'Antiquité tardive, dont elle conserve les principaux éléments architecturaux. Le cœur de la ville, le forum romain, est encore semblable aux siècles précédents : une vaste place dallée limitée au nord par l'abbaye Saint-Sauveur et à l'ouest par le théâtre, où un temple est érigé. Cette configuration remonte à l'époque de la ville romaine, avec une « ville haute » qui s'apparente à un forum romain classique, et une « ville basse » qui regroupe les éléments civils.
La cathédrale et le baptistère, érigés au début du Ve siècle, sont des édifices majestueux et constituent un des plus grands groupes épiscopaux de Gaule. Le quartier entourant la cathédrale est complètement transformé après sa création et devient un quartier attractif au VIe siècle.
Au nord de la ville se trouve l’ancien cimetière du Lazaret, encore en usage à l'époque. À l'intérieur de ce site funéraire, une basilique paléochrétienne du Ve siècle a été mise au jour dans l'actuelle rue Malaval. Encore intacte au VIe siècle, elle concentre des centaines de sépultures récemment retrouvées par les archéologues.
Au milieu du VIe siècle, toute la Provence est frappée par la peste de Justinien. L’épidémie revient par vagues successives en 588 et 591, puis en 599.

#### L'essor commercial desVeetVIesiècles

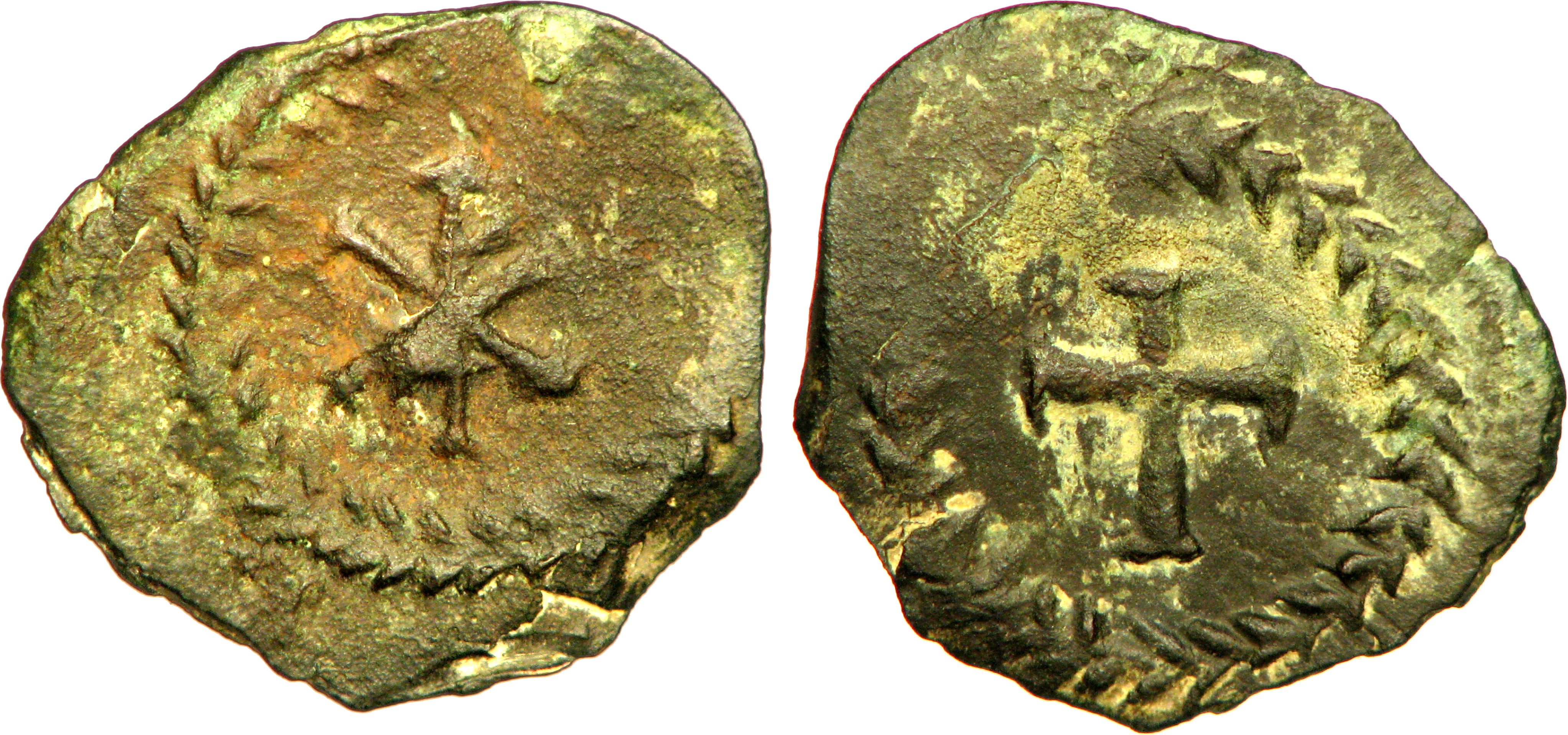
Cuivre au chrisme frappé à Marseille sous Childebert Ier.

Malgré les invasions, Marseille reste une ville prospère économiquement tout au long des Ve et VIe siècles. Elle a même probablement supplanté sa rivale Arles, qui ne peut rivaliser sans port maritime.
Dans le négoce, les liens commerciaux et diplomatiques maintiennent Marseille dans une position de plaque tournante des relations avec la Méditerranée, et particulièrement avec Byzance. Par ses contacts avec la capitale de l'Empire romain d'Orient, la ville apparaît au yeux de ses empereurs comme la plus importante de toute la Gaule. Si la disparition des échanges avec Rome et l'Italie a sans doute fortement marqué les citoyens de l'ancienne Provincia romaine, l'historien Raoul Busquet (1881-1955) estime que « Marseille [tient alors] la porte de la mer : par elle, et par le commerce, elle maintient la liaison entre les royaumes barbares et ce qui subsiste au monde de civilisation. »

Sur le plan économique, la disparition de la bureaucratie romaine après les invasions a bien sûr entraîné l'effondrement du système économique romain. Mais les frappes monétaires marseillaises sous la domination ostrogothe, dont Claude Brenot attribue la paternité à Parthénius, ont sûrement pallié la rupture avec le circuit traditionnel monétaire connecté à l'Italie. L'atelier marseillais prend d'ailleurs de l’importance avec l’invasion de l’Italie du Nord par les Lombards, à partir de 575. Tout cela a contribué à faire de la ville une place forte de la Gaule franque et Marseille frappe également des pièces pour les empereurs byzantins Justin II (565-578), Maurice Tibère (582-602) et Phocas (602-610).

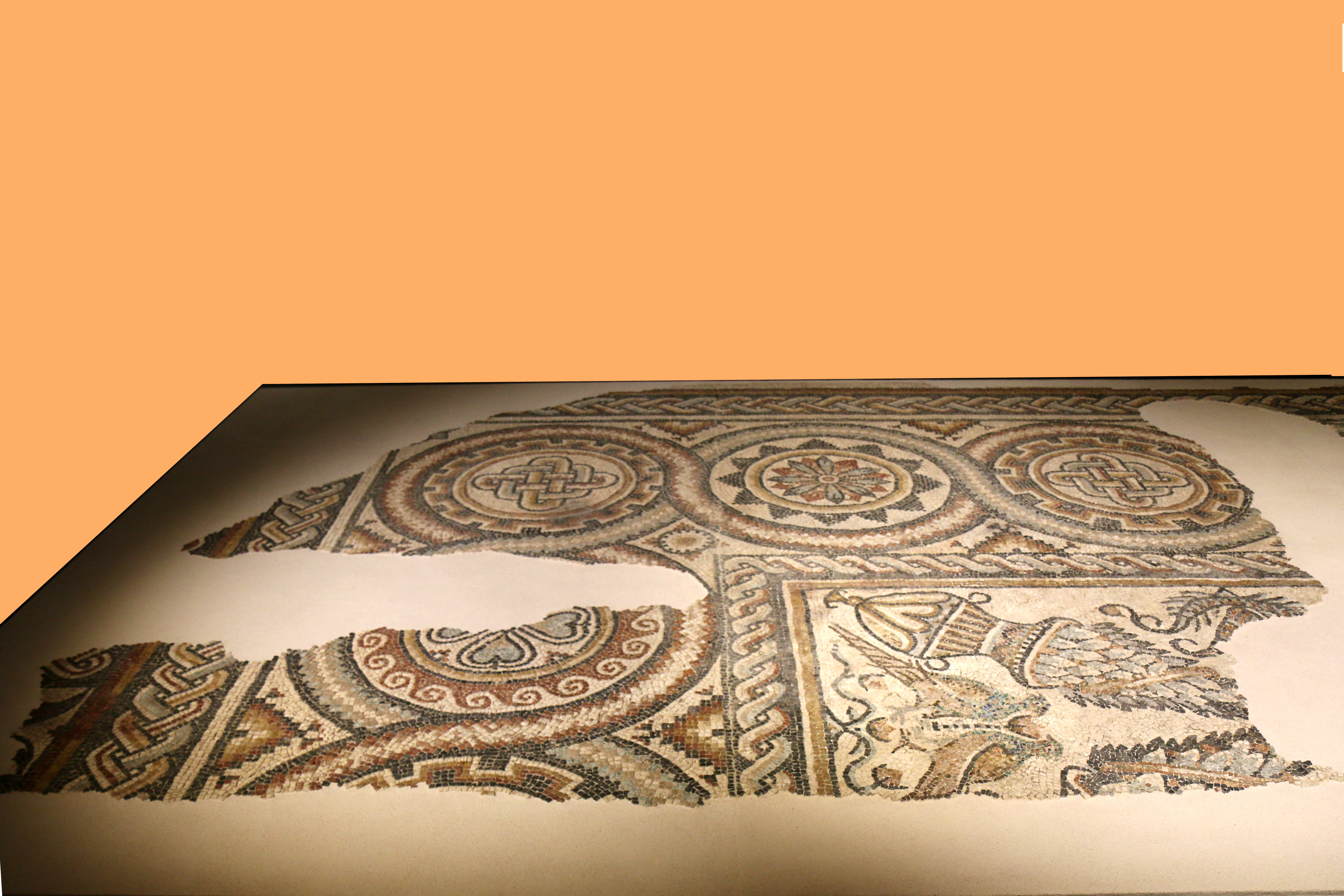
Mosaïque polychrome découverte lors des fouilles de l'église de la Major en 2008. Datant du Ve siècle, elle appartiendrait à la demeure de l'évêque.

### Résumé
- 416 : fondation du monastère de Saint-Victor par Jean Cassien
- 435 : mort de Jean Cassien
- 470 : mort de Salvien de Marseille
- 476 : invasion wisigothe
- 500 : les Ostrogoths occupent Marseille
- 536 : rattachement au royaume des Francs
- 561 : division de Marseille entre les rois Francs
- 575 : les Lombards envahissent l'Italie du nord
- 588, 591, 599 : épidémies de peste
- 613 : réunification du royaume des Francs par le roi de Neustrie Clotaire II

## Marseille entre dans le Moyen Âge (VIIe)

Marseille reste la principale porte d'entrée en Gaule au VIIe siècle. Ici, le royaume des Francs en 628.

Le récit de l'historien Grégoire de Tours s'arrêtant en 594, il existe nettement moins de sources historiques concernant Marseille au VIIe siècle.
Cette période marque l'influence mérovingienne sur Marseille, en particulier neustrienne, qui font toujours de Marseille un port important. Très souvent issu de familles noble, l'évêque reste un contrepoids important au pouvoir central et devient le véritable maître dans la ville. Sur le plan urbanistique, Marseille entre définitivement dans le Moyen Âge et abandonne ses vestiges antiques.

### Marseille mérovingienne

#### L'influence neustrienne
À la mort du roi des Francs Thierry II en 613, le royaume est à nouveau réunifié par le roi de Neustrie Clotaire II. Marseille devient alors la capitale de la Provence et le siège de la préfecture. L'influence neustrienne devient plus en importante dans le Midi, en particulier sous l'influence du maire du Palais Ebroïn qui tente à partir de 658 d'imposer son autorité sur la Bourgogne et l'Austrasie. Babon, évêque de Marseille et issu de l'aristocratie austrasienne, s'engage alors dans en lutte d'influences avec les patrices neustriens nommés par Ébroïn. L'évêque, comme partout en Occident à l'époque, est une véritable autorité municipale et un contrepoids à une administration royale parfois oppressante.    
Pour Jean Durat, « la cité occidentale s'efface définitivement à la fin du VIIe siècle, quand le pouvoir central s'appuie sur de nouvelles bases sociales pour assurer le fonctionnement de l'État », c'est-à-dire quand l'évêque cesse de s'occuper des affaires de la cité au profit des comtes carolingiens.    
Cependant, la rupture avec le modèle de l'Antiquité tardive romaine n'est que partielle et « les administrateurs utilisent les mêmes méthodes que trois ou quatre siècles auparavant. »

#### Une économie en transition

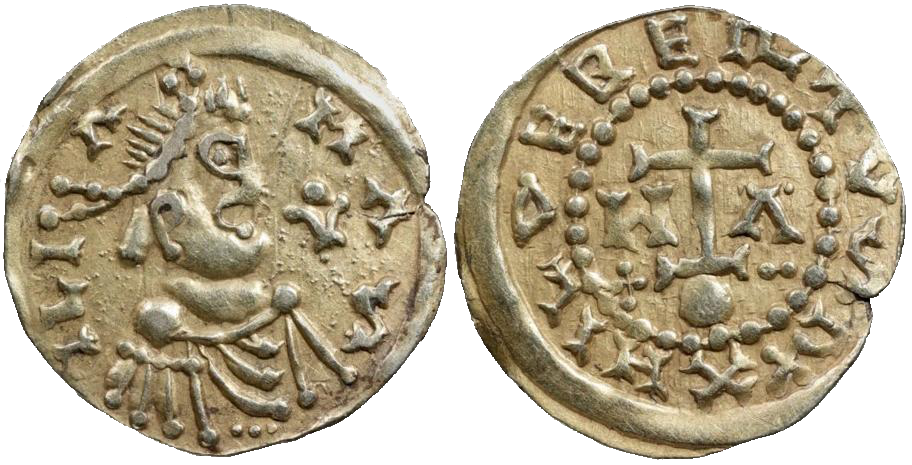
Sou d'or de Childebert III frappé à Marseille (656-657)

La ville reste le port principal de la Gaule au VIIe siècle. 
L’atelier monétaire de Marseille poursuit ses frappes de pièces pour l’Empire Byzantin, mais les émissions s’arrêtent après le règne de l'empereur Heraclius (610-641). À partir de la réunification du royaume franc en 613, des frappes sont faites pour les rois mérovingiens, comme l'atteste un tremissis (tiers de sou) de Clotaire II, frappé à Marseille et retrouvé lors d'une fouille à Lyon. D'autres séries ont été frappées sous Clovis II (656-657), Dagobert II (675-679), Childebert III (695-711), ainsi que sous Childéric II (662-675), semble-t-il les dernières. 

### Une rupture urbaine avec l'Antiquité

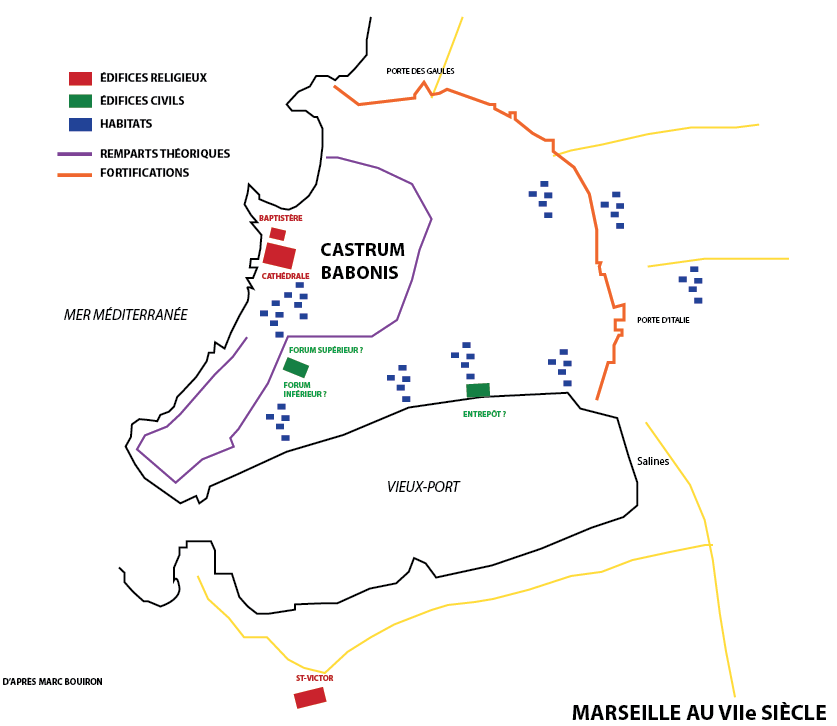
Marseille au VIIe siècle. Selon Marc Bouiron.

Le VIIe siècle marque la rupture urbaine avec la cité antique. 
C'est probablement au début de ce siècle que disparaissent les fondations du théâtre antique, dont les pierres sont récupérées pour construire de nouveaux bâtiments. L'abbaye Saint-Sauveur est, elle, conservée, à la différence de la plupart des monuments antiques comme la basilique de la rue Malaval, presque entièrement détruite et objet d'une récupération importante. 
L'évêque Babon fait bâtir le castrum Babonis (« Château Babon »), monument dont Marc Bouiron estime la construction à la fin du VIIe siècle. Pour lui, en raison de la solidité des remparts marseillais, la réalisation de cette enceinte réduite répond peut-être moins à un besoin militaire qu’à une volonté de l’évêque de séparer l’episcopatus (l'épiscopat) du comitatus (les patrices mérovingiens) et de marquer son pouvoir. 

### La rébellion des patrices de Provence
Si depuis le début du VIIe la Provence est gouvernée par des préfets, à partir des années 673-675, le pouvoir civil passe de nouveau aux mains de patrices qui dirigent la Provence au nom des souverains francs. Ils résident à Marseille, alors la capitale de la Provence
Mais ils profitent vite des conflits politiques et de l’effacement du pouvoir mérovingien pour s'émanciper de la tutelle franque et affirmer leur indépendance. L'importante quantité de monnaie frappée par le patrice Nemfidius à Marseille, comme la révolte d'Antenor contre le roi Pépin, en sont des témoins.

### Résumé
- 613 : réunification du royaume des Francs par le roi de Neustrie Clotaire II. Marseille devient capitale de la Provence.
- début du VIIe : démantèlement du théâtre antique
- 656-675 : l'atelier marseillais frappe la monnaie pour les rois francs.
- 673-675 : les patrices dirigent la Provence depuis Marseille
- ~675-800 : construction probable du Château Babon par l'évêque Babon
- 739 : Charles Martel reprend la ville et la pille

## Âges sombres (fin duVIIe- fin duXe)
Cette période de l'histoire de Marseille est particulièrement mal connue, aussi bien par les textes que par l’archéologie.
Les premières décennies du VIIIe voient la disparition Mérovingiens face à l’émergence du pouvoir carolingien, en la personne de Pépin II de Herstal, mais surtout de son fils Charles Martel. 

### Bouleversements à toutes les échelles

#### Nouveau pouvoir carolingien
En 739, Marseille ville est pillée par les troupes de Charles Martel, qui entend mettre fin aux tentatives d’autonomie de la Provence et asseoir son autorité en chassant de la ville le duc rebelle Mauronte. Ce moment marque la fin du pouvoir des patrices et de la présence mérovingienne en Provence. Le dernier d’entre eux, Abbo, est en effet attesté vers 750, tandis que le premier comte carolingien, Marcellin, apparaît en 780.
Plus que le « règne » de Charles Martel, c’est celui de son fils, Pépin le Bref, qui semble avoir poussé la Provence vers les grandes transformations du IXe siècle. Marseille ne semble pas avoir profité de son ancien rattachement austrasien. La courte période d’indépendance provençale précédant la reconquête de Charles Martel a suffi à faire oublier ce lien privilégié avec la Gaule du Nord-Est.  Le premier comte carolingien, Marcellin, apparaît en 780.
Il semble que le VIIe siècle marque l'affaiblissement du pouvoir épiscopal au profit du pouvoir carolingiens, au travers des comtes qu'ils désignent. Les chroniques relatant les troubles du temps de Charles Martel ne parlent pas du rôle que des évêques auraient pu jouer à Marseille. Le règne de son fils Pépin le Bref a vu le démembrement des possessions de l’Église. C'est l'évêque de Marseille Mauronte (à ne pas confondre avec le duc rebelle) qui obtient de l’empereur la restitution de biens qui avaient été spoliés à l'Église de Marseille et qui entreprend la reconstitution de son patrimoine sous Charlemagne.
Marseille, à partir du IXe siècle, est à nouveau supplantée par Arles dans les pouvoirs politiques régionaux. En quête de légitimité dans leur royaume, les souverains font de l'ancienne capitale impériale du Bas Empire leur capitale de la Provence.

#### Vicomtes de Marseille
À partir de la fin du IXe siècle, la Provence connaît une période d'instabilité politique qui voit l'émergence des premiers vicomtes de Marseille.
En 875, Boson de Provence reçoit de l'empereur le titre de duc de Provence. Il en profiter pour se proclamer roi et nomme son cousin Théobald pour administrer la Provence. Sa chute est assez rapide puisqu'il est destitué au plus tard en 882. Louis III succède ensuite au trône de Provence jusqu'en 928, mais ses préoccupations sont plutôt tournées vers la conquête de l'Italie. À partir de 948, Boson II d'Arles s'empare de la Provence et y instaure une première famille de comtes héréditaires, qui tranche avec la période des comtes carolingiens.
C'est dans ce contexte qu'apparaissent les premiers vicomtes de Marseille. Le premier personnage de cette famille mentionné par les chroniques, Arlulfe de Marseille, a deux fils. Le premier, Honorat, est Évêque de Marseille, tandis que son frère Guillaume devient le premier Vicomte de Marseille en 977. C'est donc une même dynastie familiale qui détient l'episcopatus (le pouvoir religieux) et le comitatus (le pouvoir civil) à partir de ce moment, situation qui perdura jusqu'à la fin du XIIe siècle.

### Nouvelle organisation de la cité

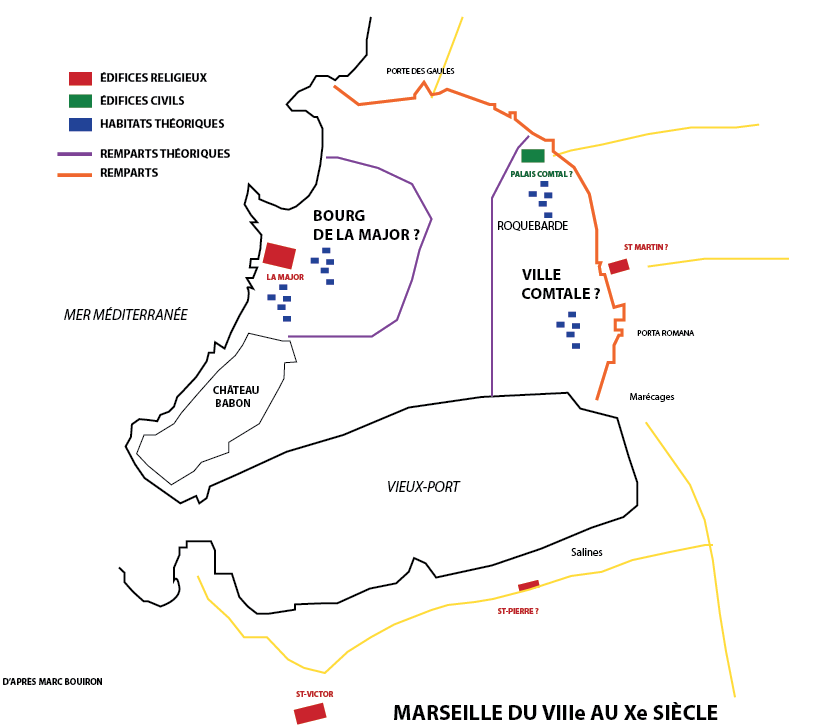
Marseille du VIIIe siècle au Xe siècle siècle selon Marc Bouiron.

Archéologiquement, nous savons très peu de choses de la ville du VIIIe  au  IXe siècle. Cependant, Marc Bouiron tente d'en livrer une description probable en comparant la ville avec celle que nous connaissons au milieu du Moyen Âge.
Nous savons que Marseille, à la fin du VIIe siècle, est particulièrement enfermée dans une enceinte réduite, le castrum Babonis de l'évêque, fortification qui a sans doute beaucoup servi lors des invasions successives du IXe siècle. Face à lui a été érigé un autre castrum (château), occupé par le pouvoir civil. Entre ces deux bâtiments se trouve un espace formé de l'ancienne zone du forum, qui va se dépeupler au IXe siècle à cause des ravages qu'ont entraînés les invasions. 
La plupart des Marseillais habite sans doute dans l'enceinte réduite autour de la cathédrale, qui fait l'objet d'une nouvelle décoration à l'époque carolingienne. Bouiron avance l'hypothèse que le pouvoir civil se trouve dans un palais comtale dominant la butte des Carmes, certainement lui-même enclos dans l'enceinte comtale. Il pense également que, plus tard au XIIe siècle, lorsque la ville haute sera divisée entre les chanoines et l'évêque, et que ce dernier viendra s'installer sur la butte des Carmes, il aurait pu réutiliser l'emplacement de l'hypothétique ancien palais comtal des IXe et Xe siècles. 
Quant aux monastères, les attaques de la fin du IXe siècle ont sans doute entraîné beaucoup de difficultés et de pillages. Il semble d'ailleurs que toute vie monastique ait disparu après 924. Il faut attendre la refondation de l'abbaye Saint-Victor par l'évêque Honorat en 977 pour assister à un nouvel âge d'or de l'abbaye médiévale à Marseille. 

### Déclin du commerce et pillages

#### Long désintérêt pour le port

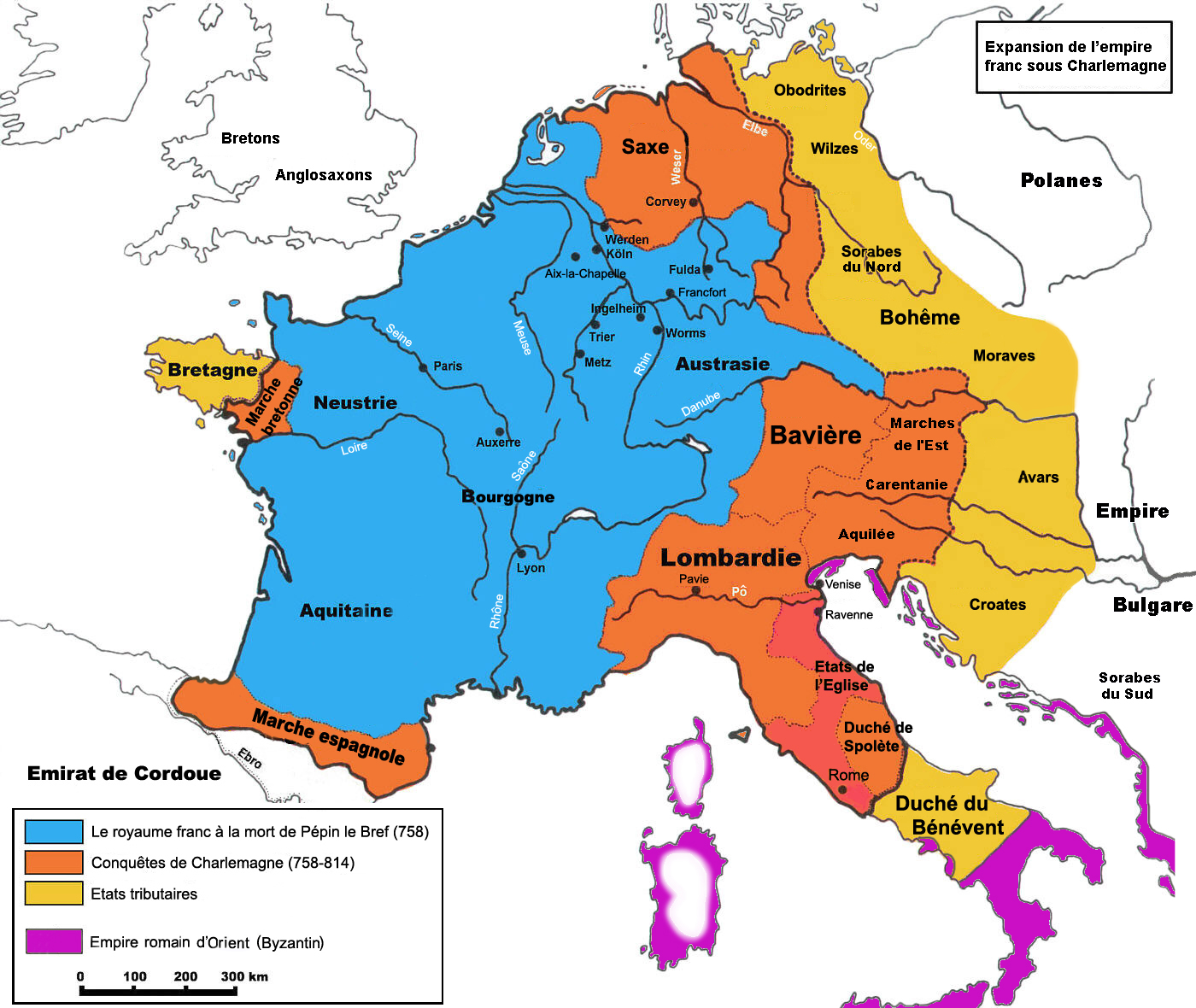
À partir des Carolingiens, le pouvoir économique se recentre sur l'Austrasie au nord-est, puis sur l'Italie après sa conquête.

Le commerce méditerranéen reste actif jusqu’au début du VIIIe siècle, mais la piraterie et les pillages vont contribuer à paralyser le trafic maritime à partir du milieu du IXe siècle. 
Sous le règne de Pépin le Bref, quelques épisodes traduisent la relative importance du port de Marseille : en 768, les ambassadeurs envoyés par Pépin à la cour du calife de Cordoue Al-Mansour accostent dans le port de Marseille, comme plus tard une ambassade de l'empereur byzantin Constantin avec un légat du pape Adrien.
Mais il est évident que les grandes transformations du VIIIe siècle, avec l’émergence de la nouvelle famille carolingienne et les rébellions domptées en Provence, ont entraîné un déplacement de l'intérêt des monarques vers le nord de la Gaule et l'Italie. La Provence cesse dès lors d’avoir un attrait pour les grands seigneurs du royaume. Marc Bouiron met aussi en avant le coup d’arrêt brutal que représente la reprise en main de la ville par Charles Martel, comme en Septimanie voisine où la reconquête carolingienne est généralement considérée comme la véritable rupture entre la ville antique et la ville médiévale.
Au IXe siècle, l'annexion de l'Italie et le recentrage vers la région rhénane réduisent le rôle du port de Marseille. Le trafic passe alors soit par les Alpes et la Suisse actuelle, soit remonte la vallée du Rhône en traversant Arles.

#### Pillages et ravages
À la suite des troubles qui agitent l'Empire carolingien et mèneront à sa division en 843, la Provence est quasiment laissée à la merci de troupes de pilleurs par une gouvernance tournée vers l’Italie. En 838, les Sarrasins, partant de Tarragone, dévastent Marseille. Dix ans plus tard, ce sont les pirates byzantins qui pillent la ville. En 860, les Normands ravagent la Camargue voisine.
Marc Bouiron avance l'idée qu'après la quasi-disparition de Marseille en tant que port de commerce au IXe siècle et dans la première moitié du Xe, les seigneurs n'aurait pas vu l'intérêt de le défendre contre les invasions. Arles, mieux protégée et capitale de la Provence, aurait ainsi recueilli l'essentiel du trafic maritime. À cette période, elle devance à nouveau Marseille sur le plan économique et politique.

### Résumé
- 739 : Marseille est pillée par Charles Martel. Chute de Mauronte
- 751-768 : spoliation des biens de l'Église de Marseille
- 780 : premier comte carolingien en Provence, disparition des patrices
- 838 : les Sarrasins pillent la ville
- 848 : les Byzantins pillent la ville
- 948 : Boson II d'Arles devient comte de Provence
- 977 : Guillaume premier Vicomte de Marseille. Son frère Honorat refonde l'abbaye Saint-Victor

## Postérité
Du Haut Moyen Âge marseillais il ne reste que très peu de traces, aussi bien architecturales que littéraires. Le château Babon est détruit par la Reine Jeanne au XIVe siècle, comme beaucoup d'autres monuments qui, après avoir perdu leur intérêt, sont souvent démolis pour en construire de nouveaux.
Le plus célèbre et seul véritable témoin de cette période reste l'abbaye Saint-Victor, plusieurs fois agrandie par la suite. Les Caves Saint-Sauveur, située sous l'abbaye Saint-Sauveur, ont été préservées sans qu'on sache pourquoi des démantèlements des monuments antiques au VIIe siècle. Si on ne peut pas les visiter, elles sont connues depuis longtemps par les Marseillais et ont pu être observées pour la dernière fois par le grand public en 1977 lors de travaux sur la place de Lenche.

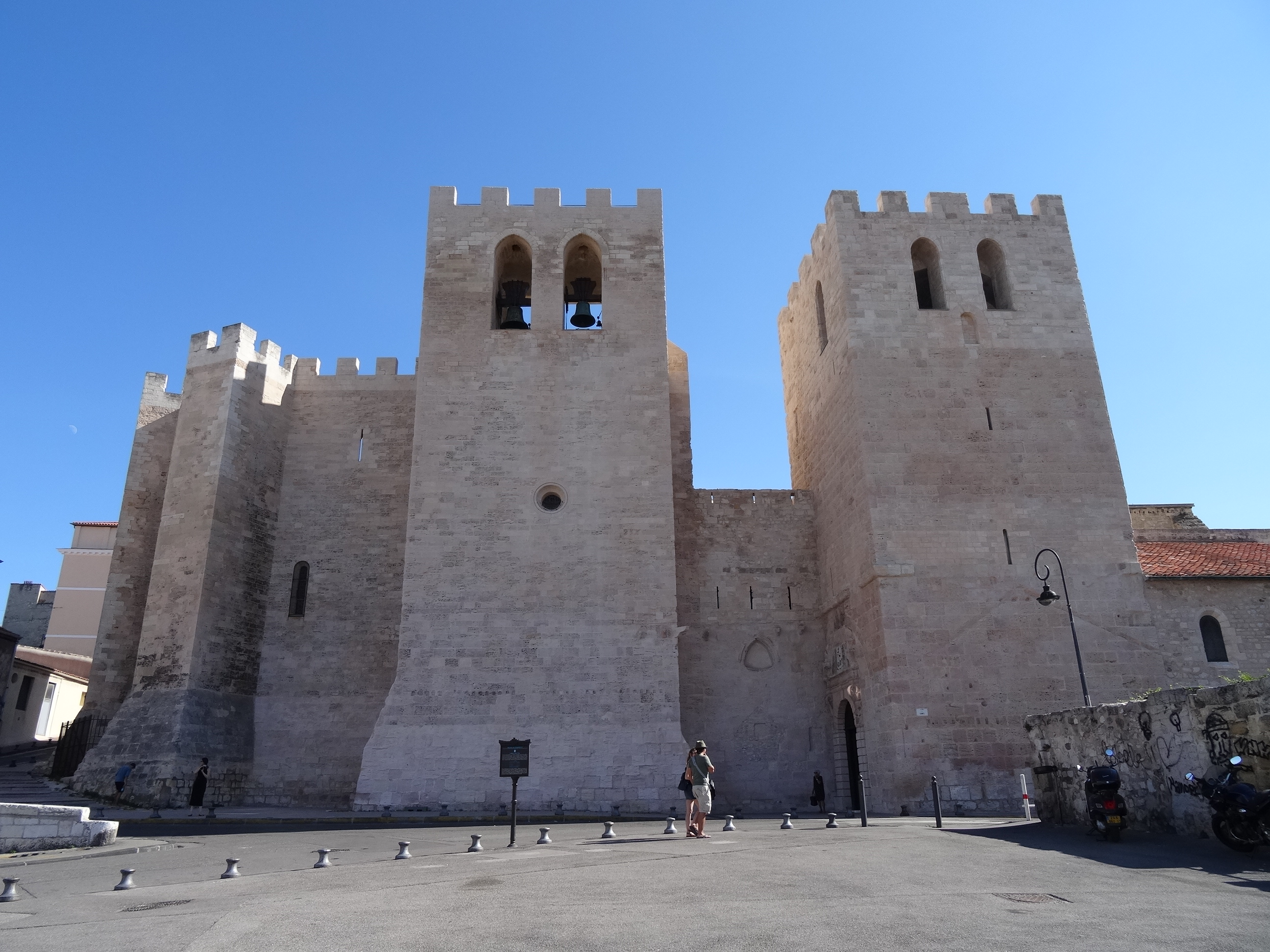
L'abbaye Saint-Victor